# Ana Paula Martins
Ana Paula Mecheiro de Almeida Martins Silvestre Correia (Bissau, 4 de novembro de 1965) é uma farmacêutica e política portuguesa. Atual Ministra da Saúde do XXIV Governo de Portugal, desde o dia 2 de abril de 2024.

## Formação
É licenciada em Ciências Farmacêuticas pela Faculdade de Farmácia da Universidade de Lisboa em 1990. Completou o Mestrado em Epidemiologia na Faculdade de Ciências Médicas da Universidade Nova de Lisboa em 1995 e o Doutoramento em Farmácia Clínica na Faculdade de Farmácia da Universidade de Lisboa em maio de 2005.

## Carreira
Durante mais de 20 anos foi professora auxiliar da Faculdade de Farmácia da Universidade de Lisboa, exerceu o cargo de diretora de "External Affairs e Market Access" da MSD Portugal entre 2006-2014 e também dirigiu o Centro de Estudos de Farmacoepidemiologia da Associação Nacional de Farmácia entre 1994 e 2006.
Entre 1989 e 1992 foi secretária geral da Ordem dos Farmacêuticos. Foi Presidente da Mesa da Assembleia Geral Regional do Sul e Regiões Autónomas da Ordem dos Farmacêuticos entre 2009 e 2015. Entre 2016 e o início de 2022, exerceu o cargo de Bastonária da Ordem dos Farmacêuticos, presidiu ao Instituto de Saúde Baseada na Evidência e coordenado o Centro de Farmacovigilância de Lisboa, Setúbal e Santarém da Faculdade de Farmácia da Universidade de Lisboa durante vários anos. Entre dezembro de 2022 e janeiro de 2024 foi Diretora do Hospital de Santa Maria, em Lisboa.

## Política
Desde dezembro de 2021 até maio de 2022 foi vice-presidente do PSD, na direção de Rui Rio. Em janeiro de 2024, foi anunciada como candidata a Deputada número três, na lista de Lisboa pelo Partido Social Democrata para as eleições legislativas de 2024, atrás de Luís Montenegro e Joaquim Miranda Sarmento.

## Reconhecimentos
2025 - Distinguida com o Prémio As Mulheres Mais Influentes de Portugal, 2024.